# Svartedauen
Svartedauen är en bok från 1900 av den norske konstnären och författaren Theodor Kittelsen. Den består av 45 svartvita teckningar och 15 dikter eller korta prosastycken. Temat är digerdöden så som den blivit känd genom sägner och annan folkkultur. Innehållet är till stor del inspirerat av Andreas Fayes bok Norske folke-sagn från 1843. Kittelsen färdigställde manuskriptet 1896 men det kom i tryck först fyra år senare. Det är ett av Kittelsens mest berömda verk.

## Innehåll
- Høstkvæld
- Pesta kommer
- Mor der kommer en kjærring
- Fattigmanden
- Hun farer lander rundt
- Over sjø og elv
- Soper hver krok
- Pesta drager
- Øde
- Vesle Per og lille Mari
- Rypa
- Knut og Thore
- Musstad
- Den gamle kirke
- Tiuren spiller

## Bildgalleri

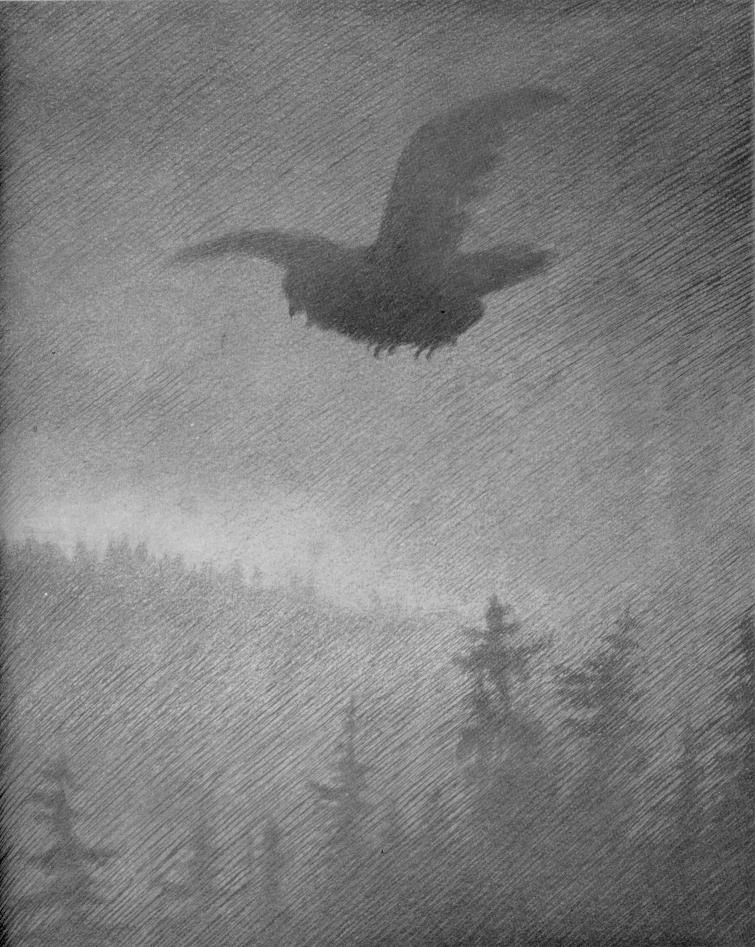
Pesta kommer
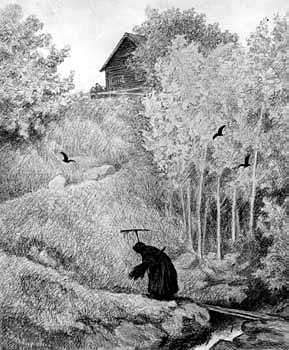
Mor der kommer en kjerring
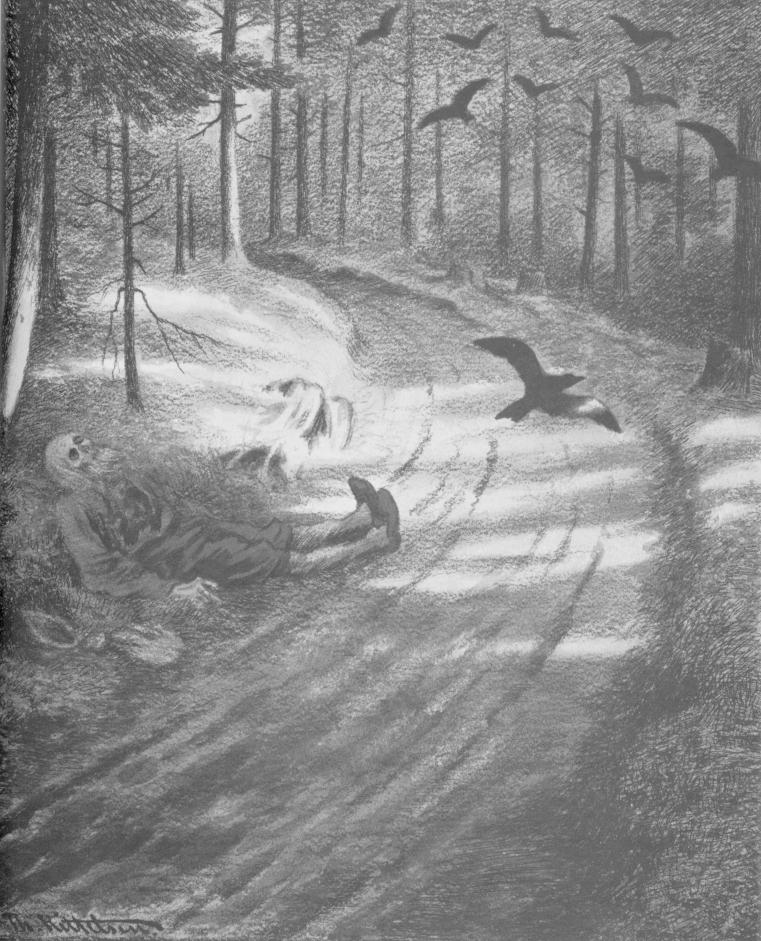
Fattigmannen
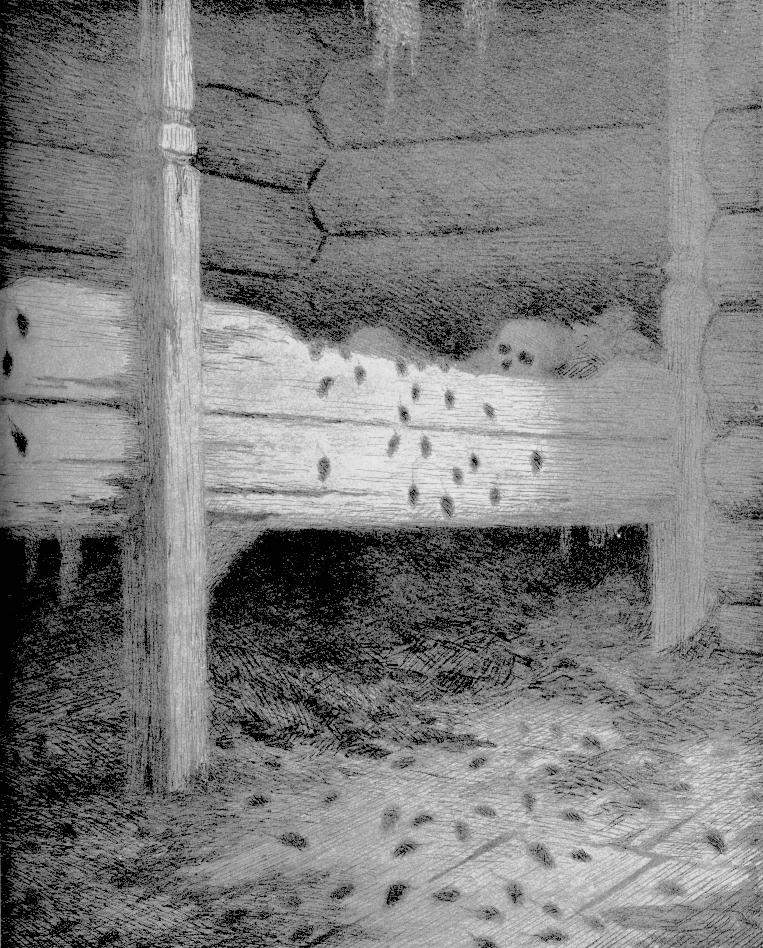
Musstad
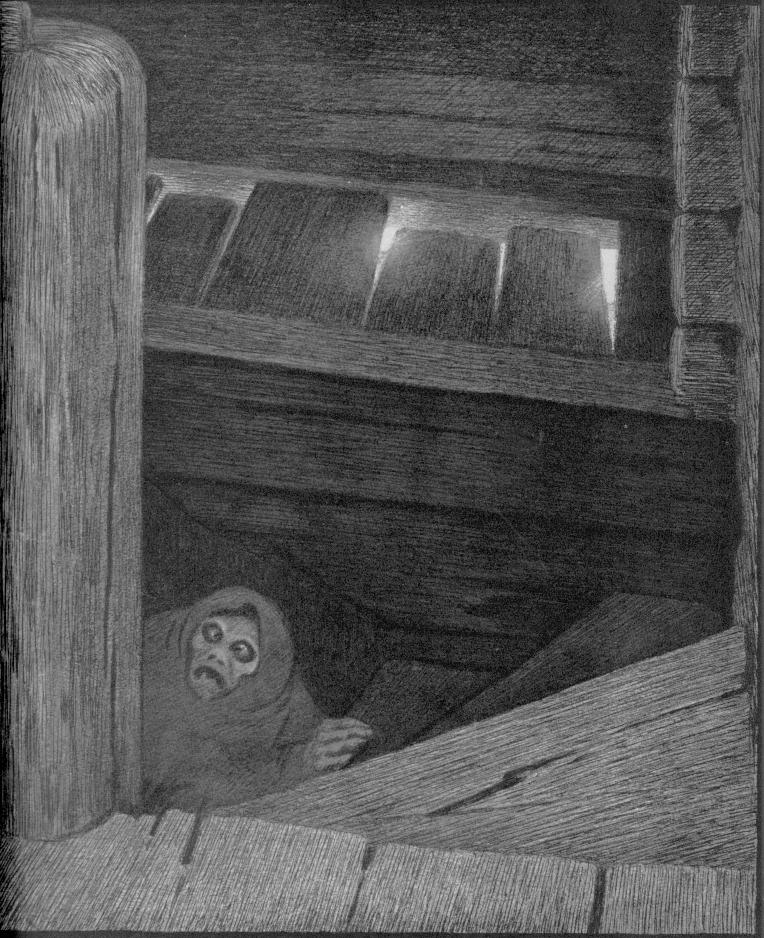
Pesta i trappen